# شهرداری توملیلا
شهرداری توملیلا (به سوئدی: Tomelilla kommun) یک ناحیه شهرداری در سوئد است که در استان اسکونه واقع شده‌است.